# Thaanumella angulosa
Thaanumella angulosa là một loài ốc đầm nước mặn có nắp, là động vật thân mềm chân bụng sống dưới nước trong họ Assimineidae. Nó là loài đặc hữu của Micronesia.